# Großer Österreichischer Zapfenstreich

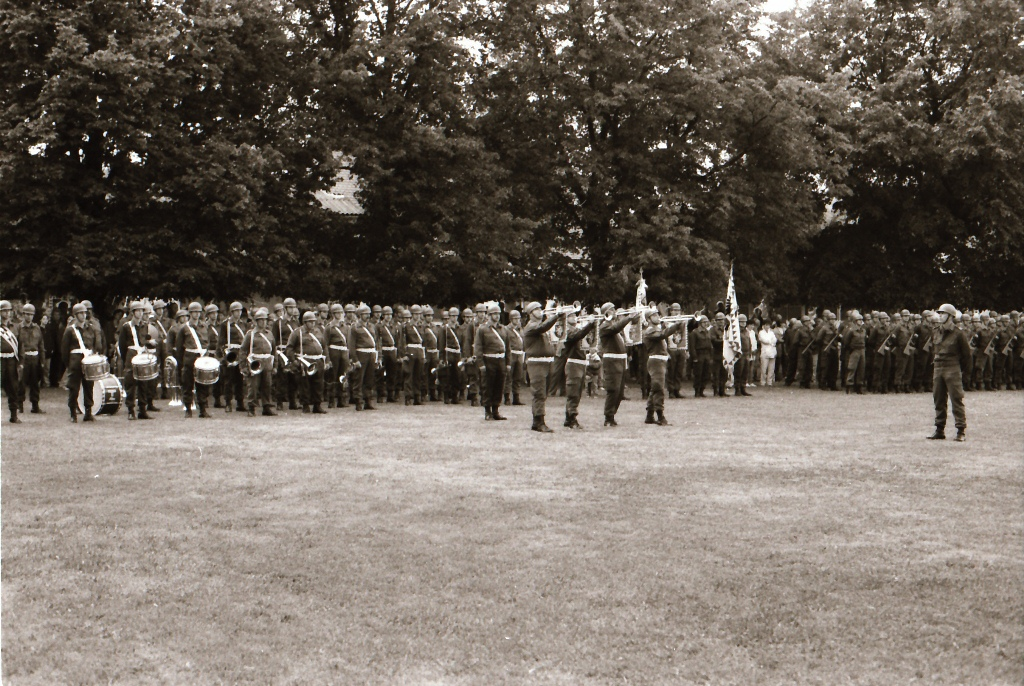
Großer Zapfenstreich

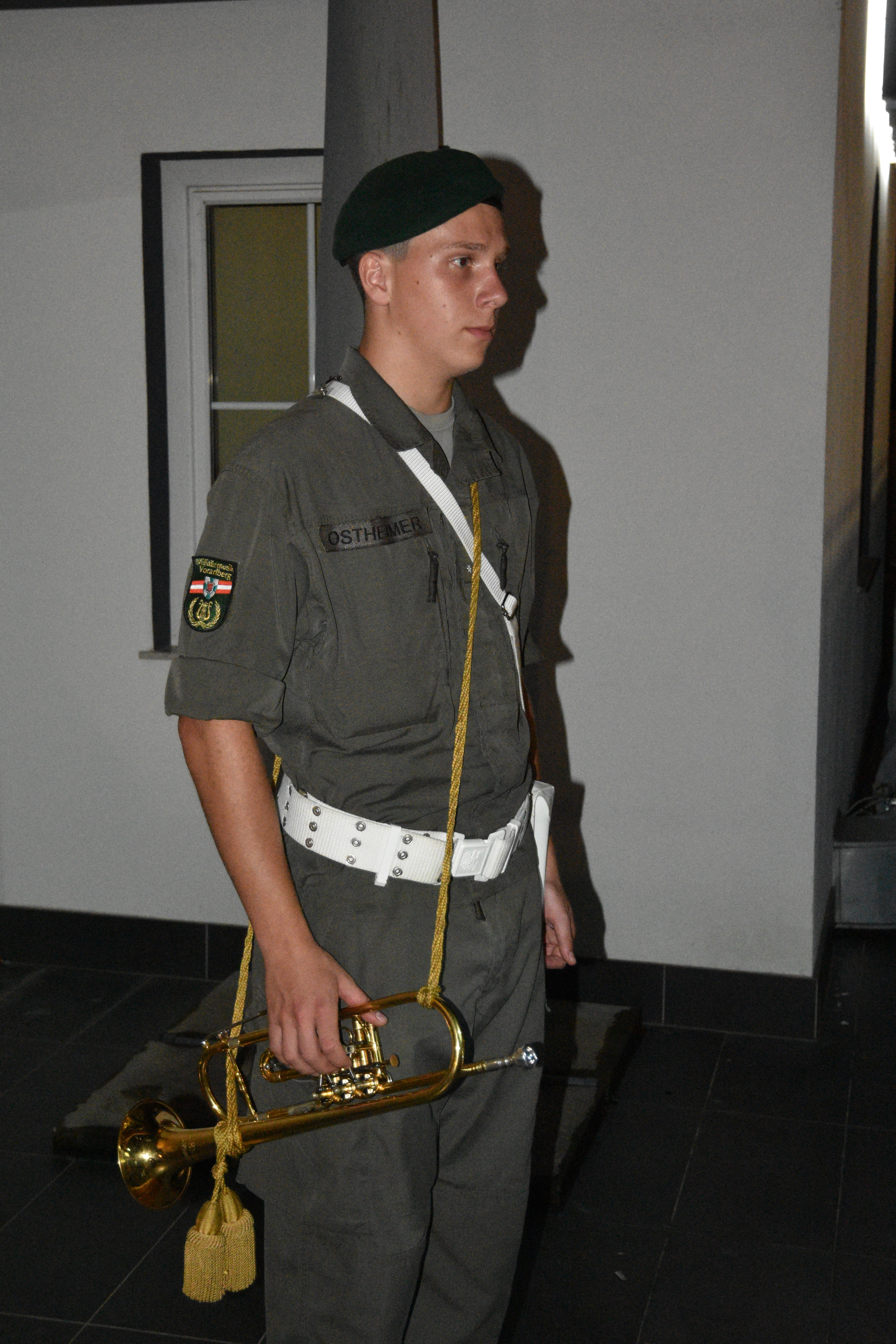
Großer Österreichischer Zapfenstreich: Der Solotrompeter

Der Große Österreichische Zapfenstreich ist ein zeremonielles Musikstück, das 1965 von Siegfried Somma nach alten österreichischen Trommelrufsignalen und Traditionsmärschen anlässlich der 600-Jahr-Feier der Zugehörigkeit Tirols zu Österreich zusammengestellt wurde.

## Bedeutung
Das Musikstück wird heute zu feierlichen zivilen oder militärischen Anlässen wie großen Jubiläen oder Ausmusterungen und Angelobungen durch Musikkapellen bzw. die Militärmusik des Bundesheeres aufgeführt.
Der Große Österreichische Zapfenstreich weist dabei Ähnlichkeiten zu dem in Deutschland bekannten Großen Zapfenstreich auf, vor allem aufgrund der Abfolge von bestimmten Musikstücken gleicher Zweckbestimmung (Hymnen und Märsche).
Fixe Bestandteile des Großen Österreichischen Zapfenstreichs sind die Österreichische Bundeshymne und der Traditionsmarsch O du mein Österreich; variabel einzufügen sind die jeweilige Landeshymne und ein weiterer Traditionsmarsch – meist wird der Radetzky-Marsch oder ein Traditionsmarsch aus der jeweiligen Region gewählt.

## Entstehungsgeschichte
Der Zapfenstreich geht, wie in anderen europäischen Heeren auch, bis in die Zeit des Dreißigjährigen Krieges zurück. Mit ihm wird seit Beginn des 17. Jahrhunderts üblicherweise die Nachtruhe musikalisch angezeigt.
Der Marketender hatte dem geselligen Zechen der Soldaten Einhalt zu gebieten, indem er auf ein Trommelzeichen den Zapfen des Schankfasses hineinzuschlagen („zu streichen“) hatte. Dieses Trommelzeichen wurde später durch ein Hornsignal abgelöst, welches – wie auch alle anderen Signale der k. u. k. Armee – von Michael Haydn stammen soll.
Mit der Zeit wurde aus der musikalischen Umrahmung dieser militärischen Aktion zur Nachtwache ein eigenes Zeremoniell, bei dem verschiedene militärische Musikstücke gespielt wurden. Das Zeremoniell des Zapfenstreiches scheint bei der österreichischen Armee erstmals in einem Reglement des Infanterie-Regiments Graf von Lacy aus dem Jahre 1769 auf. Seither ist das Abspielen des „Großen Zapfenstreiches“ in den verschiedenen Varianten beim österreichischen Heer üblich.
So wurde im Jahre 1853 in Olmütz der Große Zapfenstreich, der dem heutigen sehr ähnlich ist, mit 13 Infanterie-, 13 Jäger- und 11 Kavalleriekapellen unter persönlicher Leitung des damaligen Armeekapellmeisters Andreas Leonhardt vor Kaiser Franz Joseph I., dem Zaren Nikolaus I., fast allen Erzherzogen der Monarchie, den Prinzen von Preußen, Bayern und Württemberg und vielen in- und ausländischen Offizieren aufgeführt.
Auch das österreichische Bundesheer hat diese Tradition wieder aufgenommen und führt bei militärischen Feiern einen großen Zapfenstreich durch.

## Ablauf des Zeremoniells
Der große Zapfenstreich des österreichischen Bundesheeres ist auf historisch-traditionellen Elementen aufgebaut.

### Erster Teil
Die Einleitung stellt die aus der Ferne immer näher kommende Feldmusik mit der Lagerwache dar, so wie sie sich vielleicht um 1700 angehört haben mag. Leise beginnende und immer lauter werdende Trommeln, die von der damals üblichen Besetzung mit Flöten, Oboen, Klarinetten und Trompeten begleitet werden, tragen den „Zapfenstreich“ aus dieser Zeit vor. Ein Trommelwirbel leitet zu den altösterreichischen Hornsignalen „Habt Acht!“, „Vergatterung“, „Sturm!“, „Beschleunigung“ und „Attacke!“ über, die von zwei Solotrompetern geblasen werden. Darauf schlagen Trommler die Retraite, und das Signal „Zapfenstreich“ wird in konzertanter Ausführung vorgetragen. Zwei Traditionsmärsche („Prinz-Eugen-Marsch“ von Andreas Leonhardt und „O du mein Österreich“ von Ferdinand Preis/Trio von Franz von Suppè) beenden den ersten Teil.

### Zweiter (militärisch-religiöser) Teil
Zu Beginn schlagen die Trommler das „Gebet“, anschließend wird vom Orchester das „Niederländische Dankgebet“ gespielt. Nun ertönt das Signal „Zum Gebet“ und der Kommandant der ausgerückten Truppe kommandiert „Das Ganze – Zum Gebet“. Aus der Ferne bläst der Solotrompeter, vom Orchester begleitet, das „Gebet“, worauf das Soldatenlied „Gebet vor der Schlacht“ erklingt. Der Kommandant kommandiert „Vom Gebet“ und aus der Ferne bläst der Solotrompeter das Signal „Zapfenstreich“.

### Dritter Teil
Eine Überleitungsmusik, der die Anfangstakte der Bundeshymne zugrunde liegen, führt zum Höhepunkt der Veranstaltung: Der Kommandant der ausgerückten Truppe kommandiert: „Habt acht“, „Präsentiert“, „Rechts schaut“. Es ertönen die Bundeshymne und die Europahymne. Die österreichische Flagge wird niedergeholt. Nach einer Fanfare und dem Signal „Abblasen“ des Solotrompeters beendet das Orchester mit dem „Abschlagen“ diese militärisch-feierliche Abendmusik. Der Kommandant der ausgerückten Truppe meldet die Beendigung und bittet um weitere Befehle.